# Catman
Catman, (Español: Hombre Gato), (Thomas Blake) es una versión moderna de un personaje ficticio en libros de historietas publicados por DC Comics que apareció en Blackhawk #141. La encarnación moderna fue inicialmente un supervillano y enemigo anterior de Batman, Darkseid, Profesor Pyg, El Acertijo, El Joker y más y también se pone atrapar a Baby Doll pero a veces se pone en un superhéroe aunque en los últimos años se ha convertido en una más capaz de antifigura heroica. Su primera aparición fue en Detective Comics #311 (enero de 1963).

## Biografía ficticia
Thomas Blake es un cazador de felinos de fama internacional que decide dedicarse al crimen. Tras ser derrotado fácilmente por Batman y Catwoman, Catman se convirtió en una «broma» para Batman el resto de su carrera. Se retira y se va a vivir a África en una manada de leones. Cuando estos son asesinados, él se convierte en un mercenario criminal miembro de Los Seis Secretos. También es amante de la superheroína Cazadora.

## Poderes y habilidades
Es un atleta de nivel olímpico y experto combatiente cuerpo a cuerpo, ha luchado con grandes felinos y con Batman. Tiene gran puntería con las armas de fuego. Lleva un Cinturón de herramientas similar al de Batman, al igual que sus catarangs. Es propietario de un tigre de Bengala llamado Rasputín, que lo ayuda en numerosos crímenes. También, como usa una tela mágica en su traje, le otorga nueve vidas.

## Vestimenta
Confeccionó su traje con una tela mágica africana, que le otorga nueve vidas, como a un gato, también hizo la capucha y la capa. Su traje consiste en una malla amarilla con capucha naranja, al igual que su capa. Un cinturón multiusos y varios catarangs. También un par de guantes con afiladas garras.

## Adaptaciones a otros medios
- Catman apareció como Thomas Blake en el episodio de Las nuevas aventuras de Batman titulado «Culto del Gato», con la voz de Scott Cleverdon. En ese episodio es un líder sectario que secuestra a Catwoman luego de que esta les estuviera robando. Cuando Batman intentó rescatar a Catwoman y ella se negó a irse con él, Blake puso a Batman en una arena de lucha a pelear con un Gato mutante. Al final del episodio, Blake es derrotado por Batman y queda herido al ser atacado por el gato. Esta versión no posee el disfraz del personaje, pero usa como armas un guante con tres garras retráctiles (como una referencia a Wolverine de los X-Men).
- En el episodio de la Liga de la Justicia llamado «Leyendas», aparece una versión de Catman que es un superhéroe del Sindicato de la Justicia, unos superhéroes de cómics inspirados en los héroes de la edad de plata de las historietas de DC Comics, compartiendo varias similitudes con el Batman de Adam West y el superhéroe Wildcat. Cuando Chica Halcón descubre que los miembros del Sindicato de la Justicia habían muerto, en la tumba de Catman se puede apreciar el nombre de Thomas Blake. La voz del personaje fue hecha por Stephen Root.
- En la serie animada Los padrinos mágicos, Catman es un personaje de una serie de televisión que fue interpretado (tanto en la realidad de la serie como en el doblaje) por Adam West, donde West, habiendo sido incapaz de progresar con su carrera, sigue su vida como el personaje de Catman (Rara vez West aparece en la serie sin el traje). A pesar de ser una parodia de Batman y no una adaptación directa del personaje, el diseño del Catman de la serie conserva los colores y el aspecto del disfraz del personaje.
- En la serie animada Batman: The Brave and the Bold, Catman aparece como un villano de fondo ocasional, cuya voz es hecha por Thomas F. Wilson. Una de sus apariciones más famosas se dio en el episodio «Leyendas de Batmito», donde Batman y Ace el Bat-sabueso detienen una operación de subasta de un Tigre.
- Catman aparece brevemente en una escena de la película animada Superman/Batman: Enemigos Públicos como uno de los villanos que intentan capturar a Superman cuando Lex Luthor pone una recompensa por la captura del Hombre de Acero.
- Catman nuevamente aparece brevemente en The Lego Batman Movie junto a varios villanos de la Edad de Plata que son mencionados por el Joker al principio de la película.
- Catman vuelve a aparecer como cameo en la película animada Scooby-Doo! & Batman: The Brave and the Bold, durante una escena de persecución de los villanos a Batman y a la Pandilla de Scooby-Doo
- Peter Criss baterista de Kiss bautizó a su personaje como The Catman